# Sylvia (reine du Buganda)
Pour les articles homonymes, voir Sylvia.
Sylvia Nagginda (, née le 9 novembre 1964) est reine consort du Buganda en tant qu'épouse de Mutebi II.

## Biographie
Sylvia Nagginda est née en Angleterre en 1964 de John Mulumba Luswata de Nkumba, Entebbe et de Rebecca Nakintu Musoke. Elle retourne en Ouganda peu de temps après pour être élevée par ses grands-parents du clan Omusu. Elle est la petite-fille de George William Musoke et Nora Musoke de Nnazigo, Kyaggwe, et d'Omutaka Nelson Nkalubo Sebugwawo et Catherine Sebugwawo de Nkumba. Elle a trois frères et trois sœurs,.
Sylvia Nagginda fréquente l'école primaire Lake Victoria, à Entebbe, l'école secondaire Gayaza et l'école de filles Wanyange. Après avoir obtenu son diplôme d'études secondaires, elle se rend aux États-Unis pour poursuivre ses études. Elle obtient un diplôme au LaGuardia Community College de la City University of New York, une licence en arts à l'université de New York et une maîtrise en arts avec distinction en communication de masse à l'Institut de technologie de New York.
Sylvia Nagginda travaille ensuite comme responsable de l'information publique et consultante en recherche au siège des Nations unies à New York, comme rédactrice de propositions chez Maximus Inc. et comme consultante indépendante en relations publiques et en développement commercial auprès de diverses entreprises.
Le 27 août 1999, Sylvia Nagginda, revenue en Ouganda, épouse Mutebi II, 36e roi du Buganda, à la cathédrale anglicane St. Paul de Namirembe à Kampala,. Elle est sa deuxième épouse. Par ce mariage, elle est proclamée reine consort de ce royaume du Buganda, encore appelée la Nnabagereka. Le Buganda est un royaume très ancien (créé au XIVe siècle) qui s’était considérablement développé et était devenu au XIXe siècle, juste avant la colonisation britannique, l’un des plus puissants d’Afrique, surprenant les explorateurs par son armée et son administration centralisée, avant que les britanniques ne mettent en place un statut de protectorat, au début du XXe siècle sur un territoire plus vaste, englobant le Buganda et correspondant approximativement à l’Ouganda, puis qu’ils accordent son indépendance en 1963 à ce pays ougandais. Le père de  Mutebi II, 35e roi du Buganda, Muteesa II, devient alors le premier président de l’Ouganda, à la suite de cette indépendance, et tente de mettre en place une monarchie constitutionnelle. Mais un coup d'État de Milton Obotepuis la dictature d'Idi Amin Dada dissolvent les royaumes traditionnels ougandais au profit de l’Etat Ougandais. Le roi  Muteesa II est contraint de s’exiler à Londres et y meurt. Ce n'est qu'en 1986 que son fils, le prince Lutebi, retourne en Ouganda. En 1993, le président de l’Ouganda, Yoweri Museveni accepte la restauration du royaume du Buganda et des autres royaumes traditionnels (le Buganda étant le plus important), à titre essentiellement honorifique et culturel, l’essentiel du pouvoir exécutif restant aux mains de l'État fédéral ougandais : ce compromis, visant à pacifier des tensions politiques dans le pays et à réconcilier les différentes factions au sein de la population, permet le retour et le couronnement de Mutebi II. Mutebi II est proclamé roi à partir du 24 juillet 1993, lors de la restauration des royaumes traditionnels d'Ouganda, puis couronné à Buddo le 31 juillet 1993.
À la suite de son mariage et de ce nouveau statut de reine consort, Sylvia Nagginda applique ses compétences au Buganda, au profit des Baganda, dans des domaines tels que l'information publique, la recherche économique, les soins de santé et les services sociaux, ainsi que les activités internationales à but non lucratif. Elle est l'une des fondatrices de l'African Queens and Women Cultural Leaders Network. Elle s’emploie à  la sensibilisation et la mobilisation de la population sur les questions de santé, d'éducation, de préservation de la culture et de promotion des moyens de subsistance durables.